# Noumandiez Doué
Noumandiez Desire Doué (29 september 1970) is een Ivoriaans voetbalscheidsrechter. Hij fluit sinds 2004 interlandwedstrijden en hij heeft op verschillende internationale toernooien opgetreden als scheidsrechter, waaronder de African Cup in 2010, 2012 en 2013. Hij floot ook kwalificatiewedstrijden voor de wereldkampioenschappen van 2010 en 2014. In 2011 riep de Afrikaanse voetbalbond, de CAF, Doué uit tot scheidsrechter van het jaar. De FIFA benoemde hem als een van de scheidsrechters voor het WK voetbal in 2014. Hij is met een leeftijd van 43 jaar de oudste hoofdscheidsrechter op dat toernooi. Bij zijn optreden wordt hij geassisteerd door Songuifolo Yeo en Jean Claude Birumushahu.

## Interlands
| Datum            | Plaats                      | Wedstrijd                         | Uitslag | Competitie              | Kreeg geel | Kreeg voor de tweede keer geel en dus rood | Weggestuurd |
| ---------------- | --------------------------- | --------------------------------- | ------- | ----------------------- | ---------- | ------------------------------------------ | ----------- |
| 31 mei 2008      | Kigala, Rwanda              | Rwanda – Mauritanië               | 3 – 0   | Kwalificatie WK 2010    | 3          | 0                                          | 0           |
| 14 juni 2008     | Ndjamena, Tsjaad            | Tsjaad – Congo-Brazzaville        | 2 – 1   | Kwalificatie WK 2010    | 5          | 0                                          | 0           |
| 22 juni 2008     | Bamako, Mali                | Mali – Soedan                     | 3 – 0   | Kwalificatie WK 2010    | 4          | 0                                          | 0           |
| 6 september 2008 | Freetown, Sierra Leone      | Sierra Leone – Equatoriaal-Guinea | 2 – 1   | Kwalificatie WK 2010    | 3          | 0                                          | 0           |
| 10 oktober 2009  | Libreville, Gabon           | Gabon – Marokko                   | 3 – 1   | Kwalificatie WK 2010    | 6          | 0                                          | 0           |
| 14 november 2009 | Maputo, Mozambique          | Mozambique – Tunesië              | 1 – 0   | Kwalificatie WK 2010    | 4          | 0                                          | 0           |
| 14 januari 2010  | Luanda, Angola              | Angola – Malawi                   | 2 – 0   | Afrikaans kampioenschap | 4          | 0                                          | 0           |
| 21 januari 2010  | Lubango, Angola             | Kameroen – Tunesië                | 2 – 2   | Afrikaans kampioenschap | 7          | 1                                          | 0           |
| 21 januari 2012  | Bata, Equatoriaal-Guinea    | Equatoriaal-Guinea – Libië        | 1 – 0   | Afrikaans kampioenschap | 4          | 0                                          | 0           |
| 31 januari 2012  | Franceville, Gabon          | Gabon – Tunesië                   | 1 – 0   | Afrikaans kampioenschap | 6          | 0                                          | 0           |
| 2 juni 2012      | Dakar, Senegal              | Senegal – Liberia                 | 3 – 1   | Kwalificatie WK 2014    | 1          | 0                                          | 1           |
| 24 januari 2013  | Port Elizabeth, Zuid-Afrika | Ghana – Mali                      | 1 – 0   | Afrikaans kampioenschap | 7          | 0                                          | 0           |
| 22 maart 2013    | Ouagadougou, Burkina Faso   | Burkina Faso – Niger              | 4 – 0   | Kwalificatie WK 2014    | 6          | 0                                          | 0           |
| 5 juni 2013      | Nairobi, Kenia              | Kenia – Nigeria                   | 0 – 1   | Kwalificatie WK 2014    | 5          | 0                                          | 0           |
| 8 september 2013 | Yaoundé, Kameroen           | Kameroen – Libië                  | 1 – 0   | Kwalificatie WK 2014    | 4          | 0                                          | 0           |
| 19 november 2013 | Caïro, Egypte               | Egypte – Ghana                    | 2 – 1   | Kwalificatie WK 2014    | 6          | 0                                          | 0           |
| 13 juni 2014     | Cuiabá, Brazilië            | Chili – Australië                 | 3 – 1   | WK 2014                 | 4          | 0                                          | 0           |
| 25 juni 2014     | Rio de Janeiro, Brazilië    | Ecuador – Frankrijk               | 0 – 0   | WK 2014                 | 1          | 0                                          | 1           |
| 19 januari 2015  | Mongomo, Equatoriaal-Guinea | Algerije – Zuid-Afrika            | 3 – 1   | Afrikaans kampioenschap | 2          | 0                                          | 0           |
| 25 januari 2015  | Bata, Equatoriaal-Guinea    | Gabon – Equatoriaal-Guinea        | 0 – 2   | Afrikaans kampioenschap | 4          | 0                                          | 0           |

Bijgewerkt op 25 januari 2015.